# BR-494

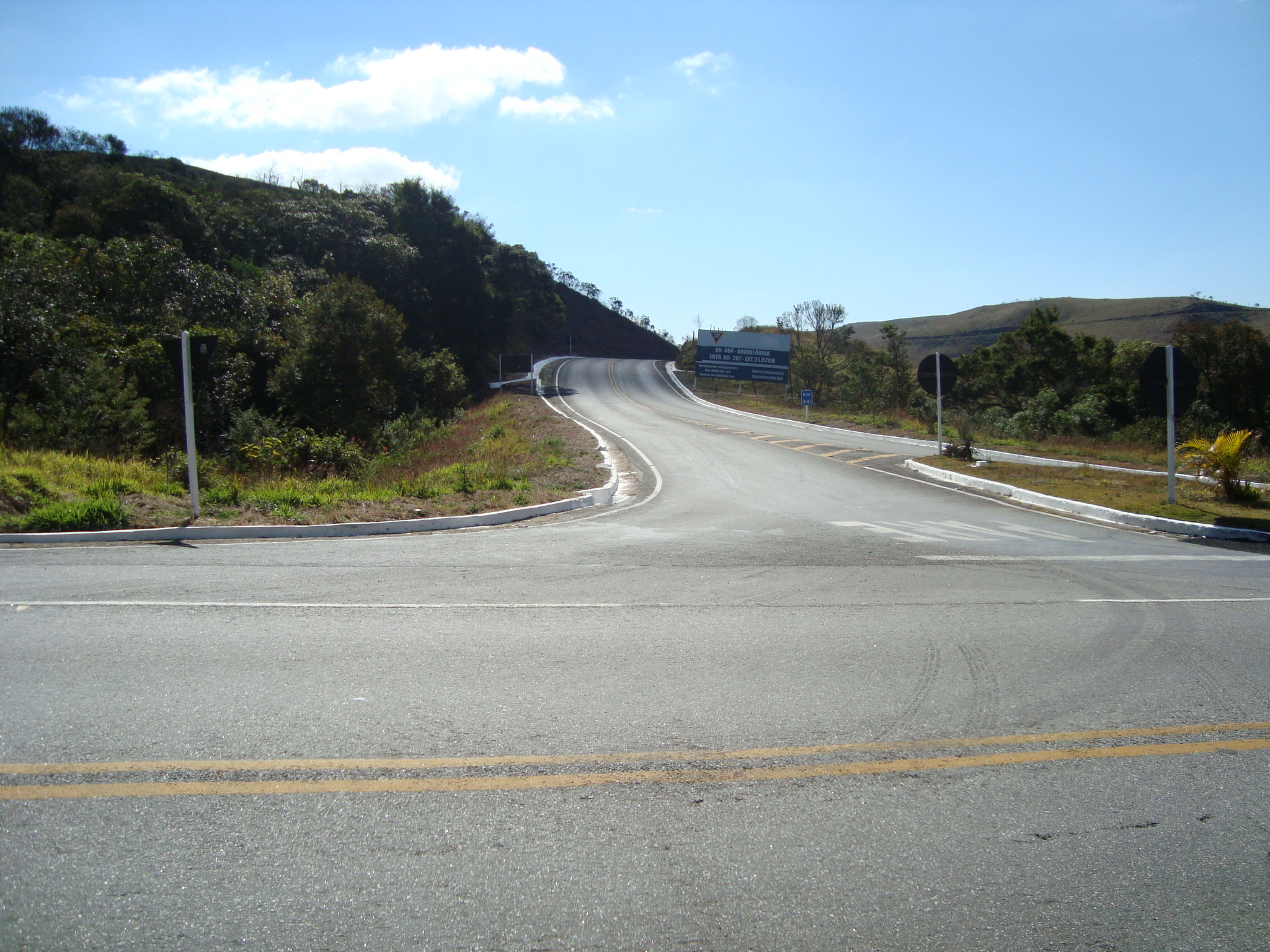
Trecho da rodovia BR-494 no município de Arantina, na altura do entroncamento com a BR-267.

A BR-494 é uma rodovia federal brasileira que passa pelos estados de Minas Gerais e do Rio de Janeiro. Ela liga a BR-262 em Nova Serrana à BR-101 em Angra dos Reis.
Ao longo de sua extensão, passa por diversas cidades, entre elas Divinópolis, São João del-Rei, Volta Redonda e Barra Mansa essas duas últimas já no Sul Fluminense.
A rodovia ainda tem trechos em planejamento e parte de seu trajeto é compartilhado com rodovias estaduais, entre elas a RJ-153, a RJ-155 e a MG-457, e com rodovias federais, entre elas a BR-381 e a BR-383.